# Ptychopyxis glochidiifolia
Ptychopyxis glochidiifolia är en törelväxtart som beskrevs av Airy Shaw. Ptychopyxis glochidiifolia ingår i släktet Ptychopyxis och familjen törelväxter. Inga underarter finns listade i Catalogue of Life.